# Physocleora minuta
Physocleora minuta là một loài bướm đêm trong họ Geometridae.